# Коноково (Тверская область)
Коноково — деревня в Фировском районе Тверской области. Входит в состав Великооктябрьского сельского поселения.
Находится в 35 километрах к югу от районного центра посёлка Фирово.
Население по переписи 2010 года — 13 человек.